# Trnové Pole
Trnové Pole är en ort i Tjeckien.   Den ligger i regionen Södra Mähren, i den sydöstra delen av landet, 190 km sydost om huvudstaden Prag. Trnové Pole ligger 209 meter över havet och antalet invånare är 127.
Terrängen runt Trnové Pole är platt.Runt Trnové Pole är det ganska glesbefolkat, med 48 invånare per kvadratkilometer. Närmaste större samhälle är Ivančice, 17,5 km norr om Trnové Pole. Trakten runt Trnové Pole består till största delen av jordbruksmark.